# Canal du taux de change
Le canal du taux de change est un des canaux de transmission par lesquels une politique monétaire se répercute dans l'économie réelle. Le canal du taux de change  est tel qu'un changement des taux d'intérêt décidé par la banque centrale modifie le taux de change d'une devise et ainsi modifie les prix des exportations et des importations d'un pays.

## Concept
La banque centrale contrôle les taux d'intérêt nominaux de court terme dans son économie par le biais de ses taux directeurs. Sa modulation des taux d'intérêt nominaux de court terme se répercute sur les banques nationales : une hausse des taux d'intérêt conduit d'ordinaire les banques à augmenter les taux qu'elles appliquent à leurs clients, et inversement.
De ce fait, une modulation des taux directeurs par la banque centrale modifie la rémunération que les banques proposent aux capitaux qui sont déposés chez elles. Si une banque centrale baisse ses taux d'intérêt, et que les banques répercutent cette baisse, alors la rémunération de l'argent placé dans le pays en question par les investisseurs internationaux baisse. Cela les conduit à retirer leurs capitaux, ce qui peut provoquer une sortie, voire une fuite des capitaux. A contrario, en augmentant ses taux directeurs, les banques augmentant à leur tour leurs taux d'intérêt, des investisseurs peuvent décider de placer leur argent dans le pays, ce qui provoque des entrées de capitaux. 
Or, placer son argent dans le pays qui vient d'augmenter ses taux d'intérêt exige de convertir son argent dans la devise locale, celle qu'acceptent les banques. Une hausse du taux d'intérêt provoque par conséquent une augmentation de la rémunération des capitaux dans le pays, qui attire les investisseurs, qui pour placer leur argent convertissent leur argent en devise nationale. Cette hausse soudaine de la demande augmente la valeur de la devise, ce qui fait augmenter son taux de change (il faut plus de dollars pour acheter un euro qu'avant, par exemple), en vertu de la parité non couverte des taux d'intérêt. Inversement, une baisse des taux d'intérêt rendant les placements dans les banques nationales peu rémunérateurs, les investisseurs placent leur argent dans un autre pays et pour cela vendent la devise du pays qu'il fuit, ce qui provoque une dépréciation de la devise.
Par conséquent, comme le taux de change détermine le coût des biens vendus par le pays, la modulation des taux directeurs a un effet sur la balance commerciale, c'est-à-dire sur les importations et les exportations. Par exemple, théoriquement, si la condition de Marshall-Lerner est remplie, la chute de la valeur d'une monnaie cause une hausse des exportations nettes, et donc une hausse de la production et une baisse du chômage. Inversement, une hausse de la valeur de la monnaie du pays A rend les importations des biens produits par A plus coûteuses pour le pays B, qui va réduire ses importations, provoquant un effet récessif dans le pays A. A contrario, une appréciation de la monnaie du pays A rend les importations de biens en provenance de B moins coûteux, ce qui stimule les importations.
L'importance du canal du taux de change a crû ces dernières décennies du fait de l'adoption généralisée de taux de change flottants.

## Débats et critiques
La modification des taux d'intérêt a des effets différents sur le taux de change selon qu'ils sont initiés par une variation normale due à la politique monétaire ou pas.